# Володимир Ахалая
Володимир Ахалая (груз. ვლადიმერ ახალაია; нар. 26 червня 1982, Тбілісі, Грузинська РСР) — грузинський футболіст, нападник.

## Клубна кар'єра
Вихованець футбольної школи тбіліського «Динамо». На дорослому рівні почав виступати з 1998 року в нижчих лігах Грузії за «Динамо-3» та «Мерані» (ФК «Тбілісі»).
2000 року перейшов у кишинівську «Зімбру», де провів два з половиною сезони. Ставав срібним (2000/01, 2002/03) та бронзовим (2001/02) призером чемпіонату Молдови.
По ходу сезону 2002/03 років повернувся до тбіліського «Динамо» і того ж року став чемпіоном Грузії та володарем кубку країни. У сезоні 2003/04 років зі своїм клубом завоював бронзові нагороди чемпіонату та черговий Кубок Грузії, а також увійшов до п'ятірки найкращих бомбардирів чемпіонату з 12 голами. Навесні 2005 року був відданий в оренду до швейцарського «Цюриху», з яким став володарем Кубку Швейцарії 2004/05 та чемпіоном Швейцарії 2005/06. По ходу сезону 2005/06 років повернувся до тбіліського «Динамо».
На початку 2007 року побував на перегляді у бухарестського «Динамо». Потім змінив декілька клубів у Молдові, але ніде надовго не закріпився.
2008 року повернувся до Грузії, але вийти на колишній рівень йому так і не вдалося. У наступні роки нерегулярно грав у клубах-середняках вищого дивізіону та нижчих лігах. У сезоні 2008/09 років з «Олімпі» та в сезоні 2013/14 років з «Сіоні» ставав бронзовим призером чемпіонату Грузії. Влітку 2011 року повертався до тбіліського «Динамо», але зіграв за нього лише два матчі в єврокубках.
Останнім клубом футболіста став 2016 року аутсайдер першої ліги «Саповнела».

## Кар'єра в збірній
Виступав за молодіжну збірну Грузії.
У національній збірній Грузії зіграв єдиний матч 18 лютого 2004 року проти Румунії (0:3), вийшов у стартовому складі і на 27-й хвилині його замінив Давид Сірадзе.

## Досягнення
«Динамо» (Тбілісі)
- / Ліга Еровнулі
  -  Чемпіон (2): 2002/03, 2004/05

- / Кубок Грузії
  -  Володар (2): 2002/03, 2003/04

«Цюрих»
- Кубок Швейцарії
  -  Володар (1): 2004/05